# Kotva (spojovací součástka)

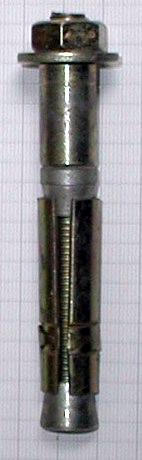
Rozpěrná kotva

Kotva, kotevní šroub, kotevní svorník jsou názvy, které označují zvláštní druh spojovacích a upevňovacích prostředků. Většinou kovová tyč, svorník nebo betonářská výztuž se závitem se připevní k podkladnímu materiálu, např. betonu, cihelnému nebo kamennému zdivu, popřípadě k rostlé hornině. Vyčnívající kovová část se závitem pak slouží jako šroub, ke kterému lze maticí připevnit požadovanou konstrukci nebo její část či předmět.

## Charakteristika
Kotvy se vyrábějí v mnoha různých technologických variantách z různých materiálů, pro použití v mnoha podkladních materiálech a připojujících širokou škálu nejrůznějších konstrukcí a předmětů.
Tělo kotvy se vyrábí většinou z oceli, a to jak uhlíkové, tak i korozivzdorné nebo temperované litiny.
Lze použít i jiné materiály, které jsou dostatečně odolné pro zamýšlené aplikace. Jedno z nejběžnějších kotvení představuje vrut zašroubovaný do plastové hmoždinky, která se vloží do vyvrtaného kanálku.

## Technologie stavebních kotev
Kotevní technika má široké využití především ve stavebnictví, proto je nutné posoudit jejich únosnost při daném zatížení a pro daný typ kotvy. Při použití dnes zavedené evropské legislativy, implementované zákonem č. 22/1997 Sb., se postupuje podle Eurokódů ČSN EN 1992-1-1, ČSN EN 1993-1-8 a European Technical Approvals - Guidelines (zkr. ETAG, tj. Evropských technických předpisů).
Kotvy se vkládají do vyvrtaných kanálků podkladního materiálu – většinou betonu, zdiva nebo horniny – o rozměrech (tedy průměru a délce) přizpůsobených použité technologii. Základními technologiemi ukotvení jsou buď mechanické (rozpěrné a zařezávací kotvy) nebo chemické postupy (injektované kotvy).

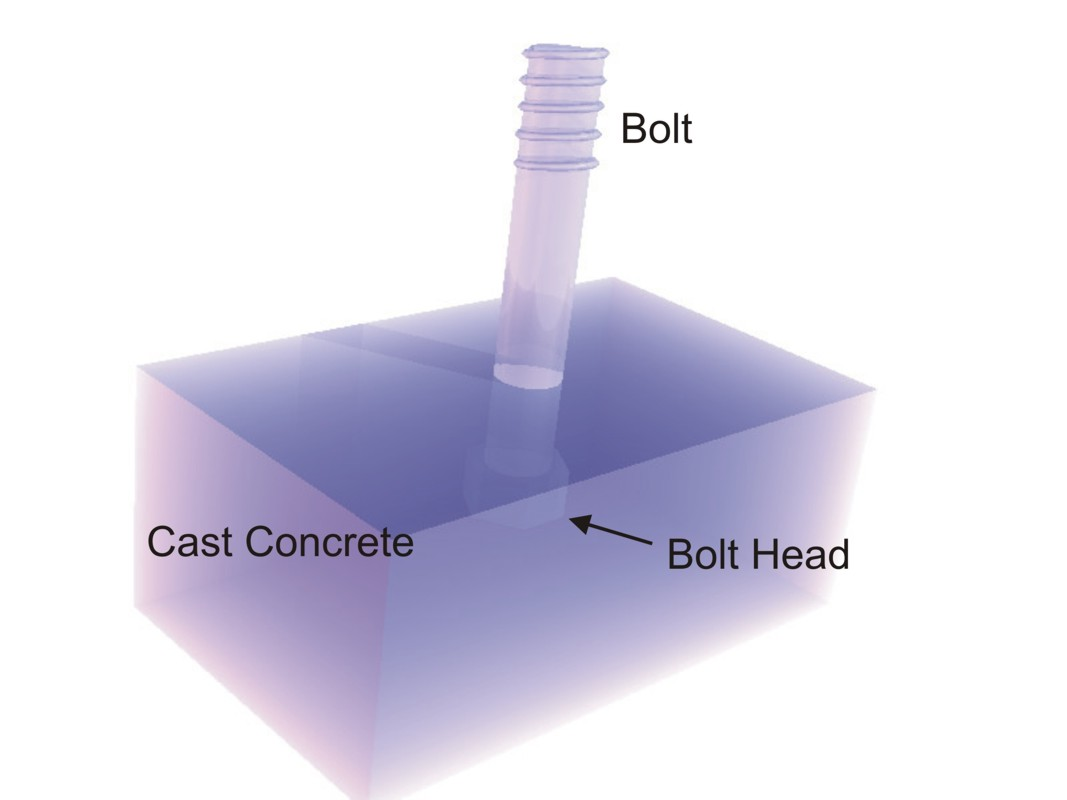
Zabetonovaná kotva

Druhým způsobem je usazení kotevního šroubu v bednění a jejímu následnému zabetonování. Zabetonovaná část kotvy bývá uzpůsobena tak, aby zabraňovala vytržení např. maticí, ocelovou deskou, háky s nebo bez závlačí a další.

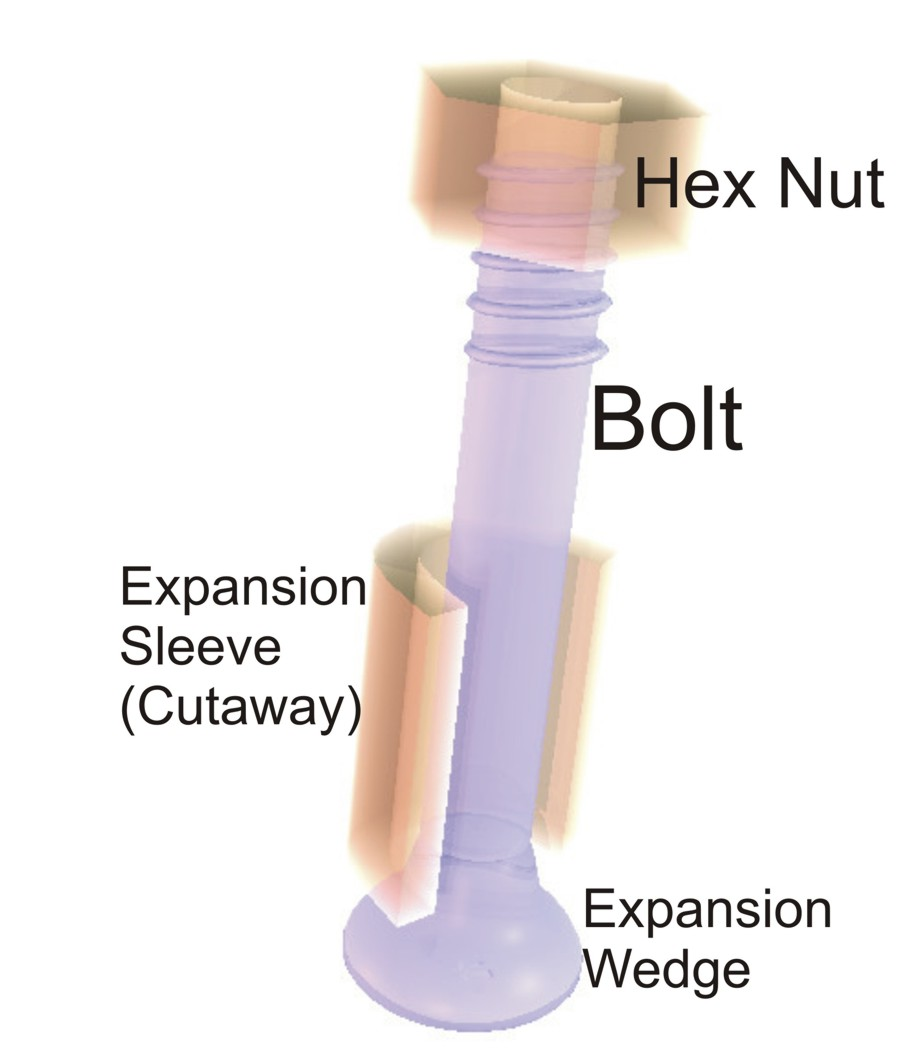
Schéma rozpěrné kotvy

### Rozpěrné kotvy
Ocelový dřík kotvy je v horní části opatřen závitem a v dolní části je kuželově rozšířen. Přes dřík je navlečena tzv. rozpínací objímka. Zakotvení v podkladním materiálu (např. betonu) je dosaženo otáčením dříku a rozpínáním objímky kuželovým koncem dříku. Při utahování matice nebo vyvození tahové síly na kotvu – tedy snahu o vytržení kotvy z podkladu – objímka nedovolí při přenosu tlakových sil do podkladu vytáhnutí.
Mezi rozpěrné kotvy lze zařadit i vrut s hmoždinkou.

### Zařezávací kotvy
Zařezávací kotvy fungují na obdobném principu jako rozpěrné kotvy, avšak s rozdílným přístupem k aktivaci kotvy, kdy je rozepření dosaženo zatlučením nebo otáčením objímky, která se také rozevírá o kuželové zakončení.

### Chemické (injektované) kotvy
Dřík kotvy, který může být vyroben ze závitové tyče nebo betonářské výztuže opatřené na jednom konci závitem, je lehkým šroubovitým pohybem vsunut do vyvrtaného otvoru, který je vyplněn (zainjektován) maltou. Působící tahové síly jsou přenášeny adhezními silami mezi dříkem kotvy, maltou a podkladním materiálem.
Jako injektážní malty se používají různé druhy lepidel většinou dvousložkové např. epoxidové, polyesterové, vinylesterové nebo epoxyacrylátové pryskyřice. Druh a použití těchto lepidel je závislé na dodavateli či výrobci konkrétního kotevního systému.

## Obrazový přehled kotevních prostředků

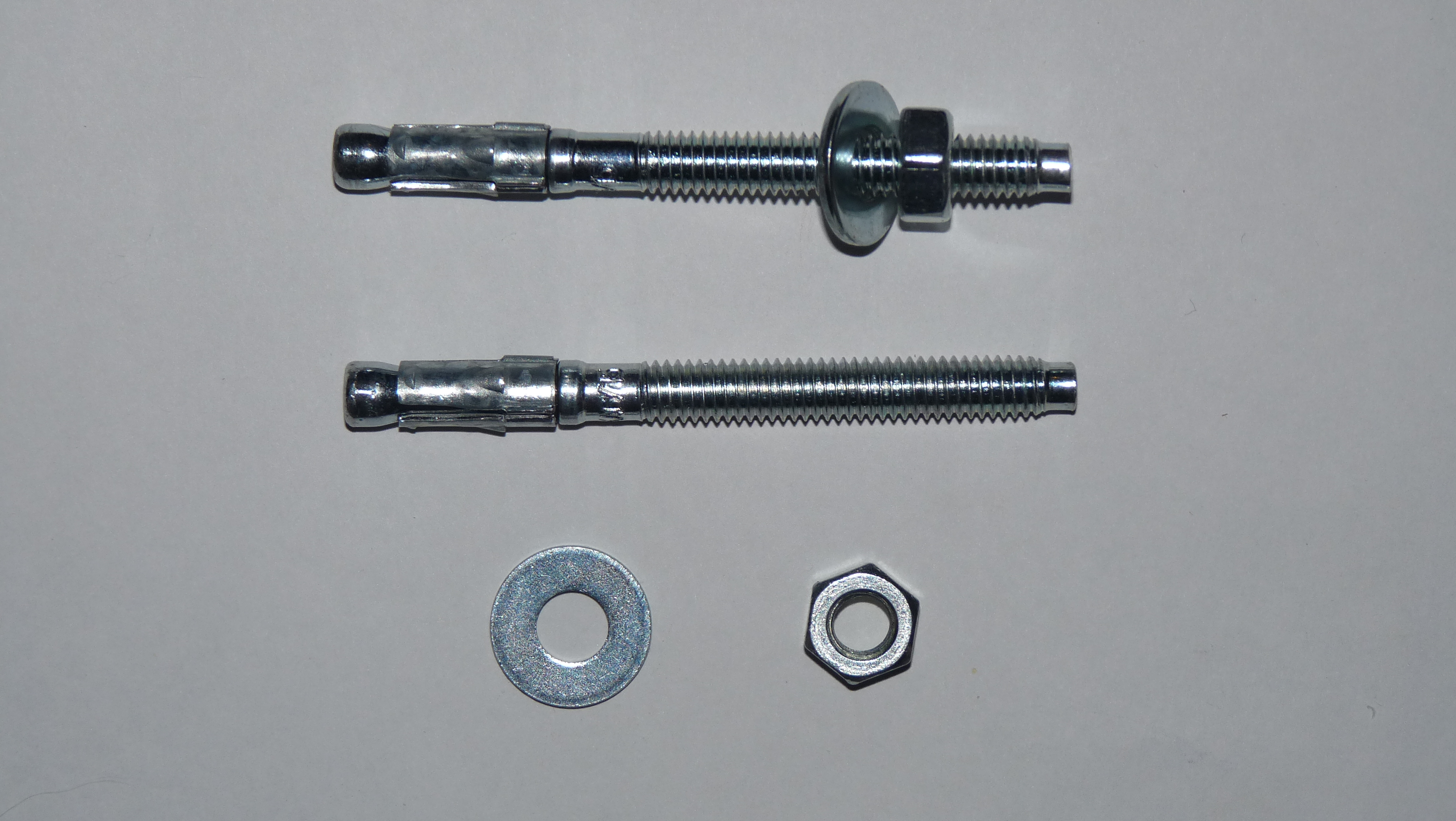
Rozpěrná kotva do betonu
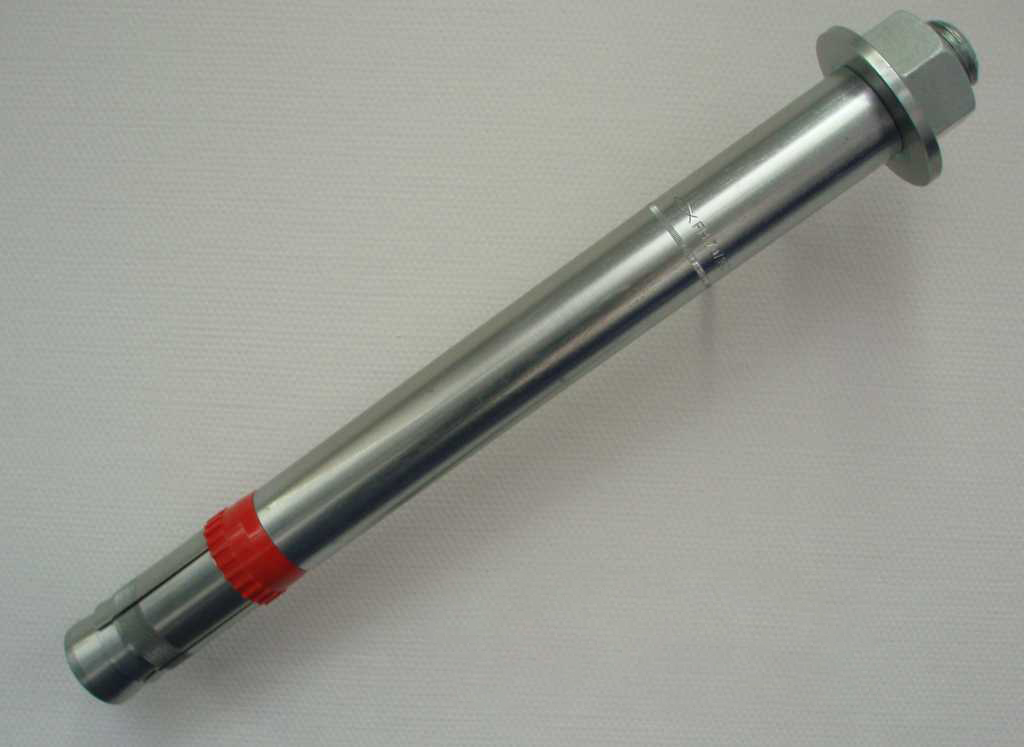
Rozpěrná kotva do betonu o průměru 70 mm
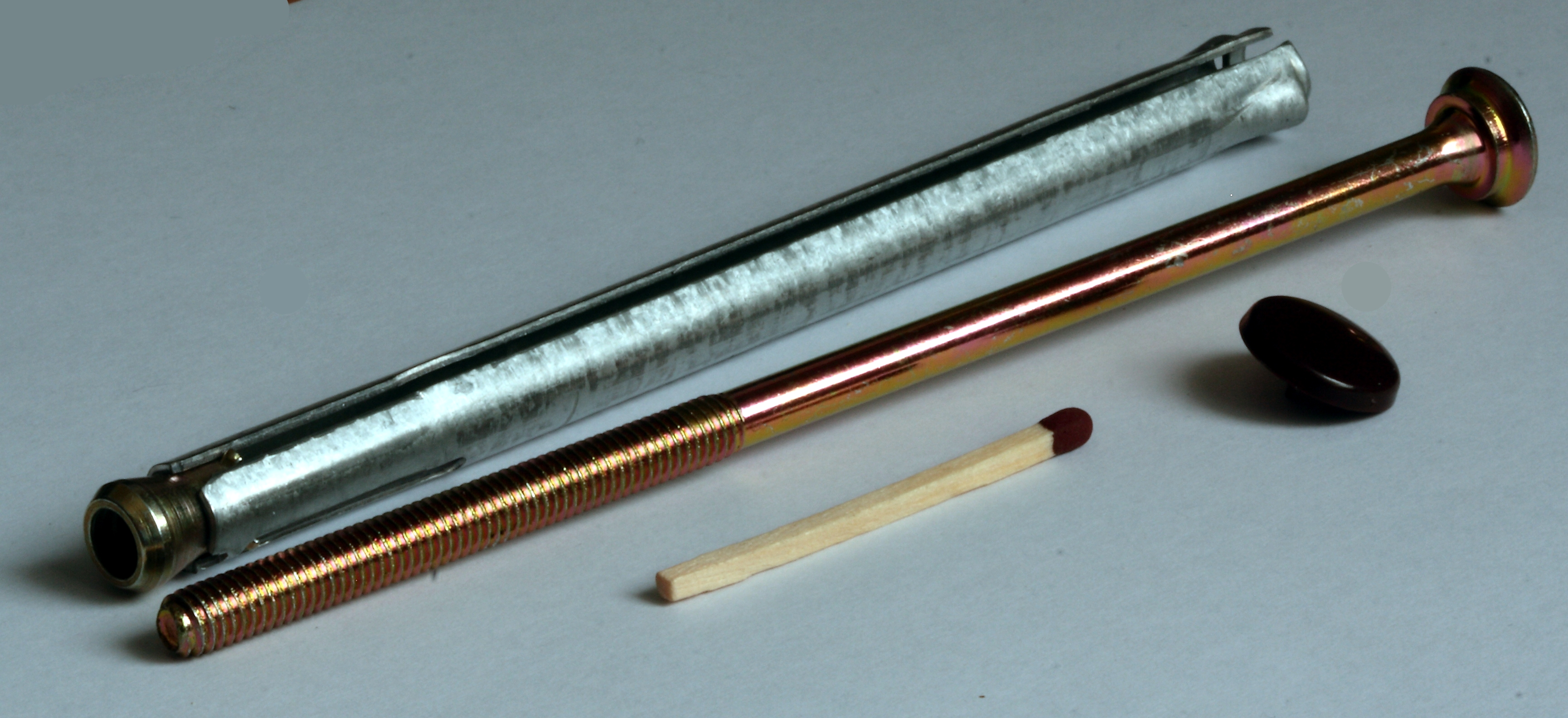
Rozpěrná kotva a kotevní šroub s hlavou
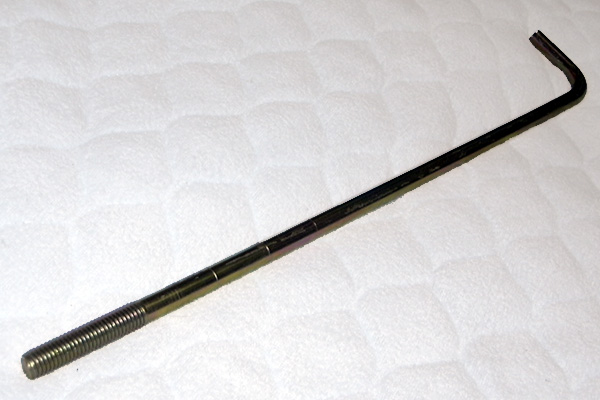
Kotevní šroub s hákem pro zabetonování